# Centro Nacional para la Verdad y la Reconciliación
El Centro Nacional para la Verdad y la Reconciliación (NCTR, por sus siglas en inglés) es un repositorio de archivos creado en 2007 e inaugurado en 2015, situado en la Universidad de Manitoba, en Winnipeg . El objetivo principal de este centro es recopilar documentos y testimonios derivados del trabajo de la Comisión de la Verdad y la Reconciliación de Canadá con el fin de preservar la memoria y el legado del sistema de escuelas residenciales para los aborígenes de Canadá.

## Historia
El CNVR fue establecido en 2007 como parte del Acuerdo de Solución de las Escuelas Residenciales Indígenas, el cual determinaba la creación de un archivo permanente para guardar los registros de la Comisión de la Verdad y la Reconciliación (CVR). Este centro conserva testimonios de sobrevivientes de los internados, así como archivos y otros documentos recopilados por la CVR entre 2009 y 2015. Sus colecciones incluyen millones de registros gubernamentales y eclesiásticos, cientos de fotografías de las escuelas residenciales y al menos 7000 declaraciones presentadas por los sobrevivientes.
El CNVR fue inaugurado en el otoño de 2015 en Winnipeg, específicamente en el campus de la Universidad de Manitoba. A partir del 3 de noviembre de 2015, el público tiene acceso a los archivos que han sido digitalizados. En décembre 2016, el gobierno federal canadiense destinó 10 millones de dólares para financiar las operaciones del CNVR. Posteriormente, en septiembre de 2019, el CNVR fue incorporado a la sección canadiense del programa la Memoria del Mundo de la UNESCO.